# Voyelle mi-fermée postérieure non arrondie
La voyelle mi-fermée (ou moyenne supérieure) postérieure non arrondie est une voyelle utilisée dans certaines langues. Son symbole dans l'alphabet phonétique international est la lettre cornes de bélier [ɤ], et son équivalent en symbole X-SAMPA est 7.
Le symbole API ‹ ɤ › est dénommé « cornes de bélier » U+0264 ɤ lettre minuscule latine cornes de bélier  (ou anciennement « petit gamma ») ; il ne doit pas être confondu avec la lettre gamma minuscule ‹ ɣ › qui est utilisée pour représenter la consonne fricative vélaire voisée. Il existe une lettre majuscule de ‹ ɤ › depuis Unicode 16.0: U+A7CB  lettre majuscule latine cornes de bélier  (Ɤ). 

## Caractéristiques
- Son degré d'aperture est mi-fermé, ce qui signifie que la langue est positionnée aux deux-tiers du chemin entre une voyelle fermée et une voyelle moyenne.
- Son point d'articulation est postérieur, ce qui signifie que la langue est placée aussi loin que possible à l'arrière de la bouche.
- Son caractère de rondeur est non arrondi, ce qui signifie que les lèvres ne sont pas arrondies.

## Langues
- Bulgare : българин [ˈbɤlɡarin] « bulgare »
- Estonien : mõni [ˈmɤni] « quelques »
- Mandarin : 喝 (pinyin hē) [xɤ˥] « boire »
- Vietnamien : phở [fɤ̌] « phở (une sorte de soupe) »; tơ [tɤ̄] « soie »